# Сухожильный орган Гольджи

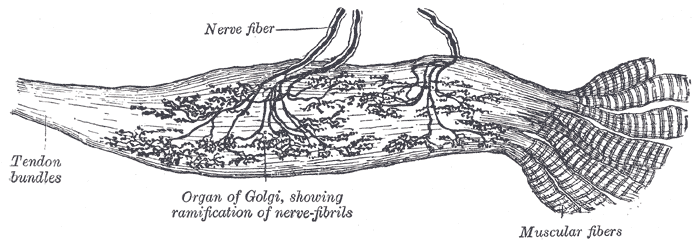
Сухожильный орган Гольджи

Сухожильный орган Гольджи (нервно-сухожильное веретено) — рецепторный орган, располагающийся в местах соединения мышечных волокон с коллагеновыми пучками сухожилий.
Весь орган окружён тонкой соединительнотканной капсулой. Нервное волокно, подходящее к веретену, утрачивает миелиновый слой и, распадаясь на терминальные ветви, проходит между пучками коллагеновых волокон сухожилия.
Сокращаясь, мышца растягивает сухожилие. Это вызывает возбуждение нервных окончаний чувствительных нейронов спинного мозга. Они возбуждают тормозные нейроны спинного мозга, которые тормозят соответствующие двигательные нейроны, что предотвращает перерастяжения сухожилия. Известно, что порог возбуждения рецепторов сухожильного органа Гольджи при механическом растяжении мышцы выше, чем аналогичный порог возбуждения мышечных веретен. Это позволяет мышце сокращаться без всяких помех до определенного предела.